# Jan Kolář (voják)
Plukovník Jan Kolář, křtěný Johann Ernst (29. března 1898 Kašperské Hory – 4. června 1952 Merklín), byl důstojník československé armády a odbojář z období druhé světové války.

## Život

### Mládí a první světová válka
Jan Kolář se narodil 29. března 1898 v Kašperských Horách císařsko-královskému lesnímu hlídači Ernstu (Arnoštu) Kolářovi a Anně rozené Schmid (Šmídové). Postupně žil v kroměřížském okrese a Byšicích. Absolvoval obecnou a reálnou školu a v roce 1916 dokončil obchodní akademii v Praze. Během první světové války bojoval v rakousko-uherské armádě na italské frontě, v jedenácté bitvě na Soči byl raněn. Dosáhl hodnosti poručíka.

### Mezi světovými válkami
Po skončení první světové války se stal vojákem československé armády a byl zařazen k pěšímu pluku 28. Bojoval proti Maďarům, poté studoval na vojenské škole v Milovicích a od roku 1924 sloužil u letectva. V roce 1929 se stal velitelem letky, mezi lety 1933 a 1936 působil na Slovensku v Košicích a Trenčíně. Po návratu sloužil střídavě v Hradci Králové a Praze. V roce 1937 dosáhl hodnosti podplukovníka.

### Druhá světová válka
Po obsazení republiky měl v plánu odejít do zahraničí, což se mu nepodařilo. Do domácího odboje vstoupil aktivně v rámci Národního obranného svazu založeném v roce 1940 legionářem a právníkem Janem Karlíkem. Jako obchodník, který mohl cestovat, byl činný v Praze, Kutné Hoře a Hradci Králové. V únoru 1942 byl hospitalizován a v nemocnici jej navštívili příslušníci gestapa, aby se po jejím opuštění přihlásil kvůli udání. Zatčen byl doma 1. května 1942, vězněn byl na Pankráci, v Terezíně a v Budyšíně. V Drážďanech byl odsouzen k sedmi letům vězení, vězněn byl poté ve Straubingu a Creußenu. 14. dubna 1945 jej sice osvobodila předsunutá hlídka americké armády, ale poté se dostala do obklíčení. Situace ji donutila vyzbrojit propuštěné vězně a společně pak vedli boj proti německým a maďarským jednotkám. Poté Československá nepravidelná jednotka Creussen pod velením Josefa Šebesty, jejímž členem byl i Jan Kolář, udržovala v Creußenu a Bayreuthu místní správu než ji 7. května převzali spojenecké struktury. Kolář se poté se Šebestovou jednotkou přesunul do Chebu, kde z ní byl utvořen Prapor národní stráže, který výrazně přispěl ke stabilizaci situace v oblasti nejzápadnějších Čech včetně její ochrany před rabovacími komandy. Do Prahy se vrátil 24. května 1945.

### Po druhé světové válce
Po skončení války se Jan Kolář vrátil do činné služby v armádě a působil v Brně, posléze jako velitel letiště v Milovicích. V roce 1946 byl povýšen do hodnosti plukovníka. Zemřel 4. června 1952 v Merklíně během cesty ke spoluvězni z války na infarkt. Pohřben je v Liblicích.

## Rodina
Jan Kolář se v prosinci 1926 oženil se Zdeňkou Geigerovou z Milovic. Manželství zůstalo bezdětné. Manželčina rodina byla židovského původu a tak byla během roku 1943 deportována. Matka Růžena Geigerová zahynula již v Terezíně, otec Adolf Geiger a bratři Viktor a Otto v Osvětimi. Zdeňka Kolářová byla díky sňatku s nežidem deportována do Terezína až v lednu 1945 a díky tomu přežila.. V září 2014 byly před jejich dům umístěny kameny zmizelých.